# Seda Güven
Seda Güven (İzmir, Törökország, 1984. augusztus 28. – ) török színésznő.

## Élete
Seda Güven 1984. augusztus 28-án született İzmirben. A Marmara Egyetemen szerzett diplomát. 2002-ben az Ekmek Teknesi című televíziós sorozatban debütált. 2007-ben megkapta Eda szerepét A végső akarat című sorozatban. 2010-ben a Fatmagülben Meltem Alagözt alakította.

## Filmográfia
- Ekmek Teknesi (2002)
- Ateşli Topraklar (2005) ... Alev
- A végső akarat (2007-2008) ... Eda (magyar hang: Szabó Zselyke)
- Hepimiz Birimiz İçin (2008)
- Fatmagül (2010-2012) ... Meltem Alagöz (magyar hang: Sallai Nóra)
- Merhaba Hayat (2012-2013) ... Nil

## Fordítás
- Ez a szócikk részben vagy egészben  a   Seda Güven című török Wikipédia-szócikk fordításán alapul.  Az eredeti cikk szerkesztőit annak laptörténete sorolja fel. Ez a jelzés csupán a megfogalmazás eredetét és a szerzői jogokat jelzi, nem szolgál a cikkben szereplő információk forrásmegjelöléseként.